# Me quito el sombrero Tour
Me quito el sombrero Tour es la segunda gira musical del cantante mexicano Samo, hecha para promover su álbum Me quito el sombrero. La gira dio comienzo el 3 de junio de 2015 en el Lunario del Auditorio Nacional en México.

## Antecedentes
El 28 de abril de 2015, y durante su gira Inevitable Tour, Samo lanzó su primer álbum en vivo titulado Me quito el sombrero. A través de comunicado de prensa, el cantante anunció la reprogramación de sus conciertos en Argentina y Paraguay debido a que coincidían con los conciertos otorgados por sus excompañeros Camila. Los conciertos fueron pospuestos hasta el mes de septiembre y pasaron a formar parte de su nueva gira promocional.

«La gira en el Cono Sur la pospuse porque ellos (Camila) estaban pactando fechas exactamente en el orden que yo estaba planeando mi gira, pero eso ya está en el pasado. Mi gira ya viene en septiembre y estoy feliz de poder hacerla».
Samo sobre la reprogramación de su tour.

Luego del comienzo de la gira se anunciaron nuevas fechas en Chile y Perú.

## Artistas invitados
- Pandora (3 de junio de 2015, México, D.F., México)[9]
- Jesús Navarro (3 de junio de 2015, México, D.F., México)[9]
- Kalimba (3 de junio de 2015, México, D.F., México)[9]
- Margarita, la diosa de la cumbia (4 de junio de 2015, México, D.F., México)[9]

Aperturas
- Sr. Smith (3 y 4 de junio de 2015)[3]

## Fechas
| Data                                     | Ciudad               | País      | Local                               | Tipo / Observación                              |
| ---------------------------------------- | -------------------- | --------- | ----------------------------------- | ----------------------------------------------- |
| Me quito el sombrero Tour - primera fase |                      |           |                                     |                                                 |
| América del Norte                        |                      |           |                                     |                                                 |
| 3 de junio de 2015                       | México, D.F.         | México    | Lunario del Auditorio Nacional      | Inicio del Tour.                                |
| 4 de junio de 2015                       | México, D.F.         | México    | Lunario del Auditorio Nacional      | Inicio del Tour.                                |
| 11 de julio de 2015                      | Huixquilucan         | México    | Paseo Interlomas                    |                                                 |
| 12 de agosto de 2015                     | Acapulco de Juárez   | México    | Sinfonía del amor                   | EXA Party IMJuve                                |
| 12 de agosto de 2015                     | México, D.F.         | México    | NuMusic estudio                     | Showcase, grabado y transmitido por Nu Music Tv |
| 15 de agosto de 2015                     | Mérida               | México    | Casino Life                         |                                                 |
| América del Sur                          |                      |           |                                     |                                                 |
| 3 de septiembre de 2015                  | Córdoba              | Argentina | Quality Espacio                     |                                                 |
| 4 de septiembre de 2015                  | Entre Ríos           | Argentina | Casino Victoria                     |                                                 |
| 5 de septiembre de 2015                  | Ciudad de Río Cuarto | Argentina | Complejo Multiespacio               |                                                 |
| 9 de septiembre de 2015                  | Buenos Aires         | Argentina | Teatro Ópera                        |                                                 |
| 11 de septiembre de 2015                 | Lima                 | Perú      | Auditorio del Pentagonito           |                                                 |
| 13 de septiembre de 2015                 | Santiago             | Chile     | Teatro Caupolicán                   |                                                 |
| América del Norte                        |                      |           |                                     |                                                 |
| 29 de septiembre de 2015                 | Celaya               | México    | Circo Ataide                        |                                                 |
| América del Sur                          |                      |           |                                     |                                                 |
| 15 de octubre de 2015                    | Quito                | Ecuador   | Coliseo General Rumiñahu            | Concierto EXA                                   |
| América del Norte                        |                      |           |                                     |                                                 |
| 21 de octubre de 2015                    | Puebla               | México    | Auditorio Metropolitano             |                                                 |
| 27 de octubre de 2015                    | Monterrey            | México    | Arena Monterrey                     | Evento Digital                                  |
| 19 de noviembre de 2015                  | Guadalajara          | México    | Arena VFG                           |                                                 |
| 25 de noviembre de 2015                  | Querétaro            | México    | Auditorio Josefa Ortiz de Domínguez | Concierto "Con todo amor"                       |
| 27 de noviembre de 2015                  | Chilpancingo         | México    | Plaza de toros Belisario Artega     |                                                 |
| América del Sur                          |                      |           |                                     |                                                 |
| 16 de enero de 2016                      | Tierra Amarilla      | Chile     | Estadio Eladio Rojas                | Festival de Tierra Amarilla                     |